# Île aux Chevaux (Saint-Pierre-et-Miquelon)
Pour les articles homonymes, voir Île aux Chevaux.
L'île aux Chevaux est un îlot de l'archipel de Saint-Pierre-et-Miquelon.

## Géographie
L'île aux Chevaux est située dans le nord du Grand Barachois, une lagune de l'île de Miquelon, près de la côte qui borde Grande Miquelon, au pied du morne de la Presqu'île. Culminant à sept mètres d'altitude, elle comporte un bosquet d'arbres dans sa moitié sud. Elle n'est pas habitée mais une construction se trouve sur l'île.